# Skills in Pills
Skills in Pills ist das Debütalbum des deutsch-schwedischen Metal-Duos Lindemann, bestehend aus Till Lindemann und Peter Tägtgren.

## Geschichte
Der Wunsch eines gemeinsamen Albums seitens Lindemann und Tägtgren bestand seit der Jahrtausendwende herum. Lindemann war gemeinsam mit Rammstein-Kollege Christian „Flake“ Lorenz in Schweden. Tägtgren verhinderte eine Schlägerei der Rammstein-Mitglieder mit provozierenden Bikern und lud sie anschließend zu sich ein. Dadurch entstand eine Freundschaft zwischen Lindemann und Tägtgren.
Alle Lieder wurden in Tägtgrens Studio Abyss Studio in Pärlby aufgezeichnet. Das erste Lied, das aufgenommen wurde, war 2013 der Song Ladyboy. Die Texte entstammten der Feder von Lindemann und teilweise Tägtgren. Bis auf die Streichinstrumente wurden alle Instrumente von Tägtgren eingespielt.
Zu den Singles Praise Abort und Fish On wurden Videos unter der Regie Zoran Bihaćs gedreht. In beiden Videos sind Lindemann und Tägtgren zu sehen.

## Allgemeines

### Versionen
Am 29. Mai erschien vorab die Single Praise Abort. Das Album Skills in Pills wurde am 19. Juni 2015 in Deutschland veröffentlicht und erschien als CD, Special CD, Super Deluxe, Vinyl und MP3-Download. Während die Standard CD nur zehn Titel enthält, enthalten alle anderen Versionen den zusätzlichen Titel That’s My Heart. Die Super Deluxe enthält zudem ein 80-seitiges Artbook.

### Illustration
Das Album ist als Buch gebunden. Das Cover zeigt Lindemann und Tägtgren als Brandstifter und auf der Rückseite werden sie als Feuerwehrmänner dargestellt. Die CD ist auf der letzten Seite und zeigt eine Uhr. Neben den Songtexten, die in Handschrift abgedruckt sind, zeigt es Bilder von Lindemann und Tägtgren, u. a. als Cowboys, Brandstifter, Hebammen und Transmenschen. Zu jeder Seite wurden Abbildungen von allerlei Gerätschaften und anatomischen Besonderheiten hinzugefügt.

## Titelliste
| #  | Titel               | Länge |
| -- | ------------------- | ----- |
| 1  | Skills in Pills     | 4:15  |
| 2  | Ladyboy             | 3:20  |
| 3  | Fat                 | 4:12  |
| 4  | Fish On             | 4:12  |
| 5  | Children of the Sun | 3:40  |
| 6  | Home Sweet Home     | 3:45  |
| 7  | Cowboy              | 3:11  |
| 8  | Golden Shower       | 4:24  |
| 9  | Yukon               | 4:45  |
| 10 | Praise Abort        | 4:41  |
| 11 | That’s My Heart     | 4:38  |

## Informationen zu den Liedern
- Im Text des Songs Skills in Pills erfährt das lyrische Ich nach der Einnahme der Pillen übergroße Glücksgefühle, stürzt danach aber wieder in Depressionen, beginnt den Zyklus der Einnahme erneut, und möchte sterben. In einem Interview mit der Märkischen Allgemeinen bestätigte Lindemann, dass es sich dabei um ein Lied zur Fernsehserie Breaking Bad handele.[4]

- In Ladyboy geht es um das Thema Transgeschlechtlichkeit.

- In Fat besingt das lyrische Ich die Attraktivität übergewichtiger Menschen und den Völlerei-Fetisch.

- In Fish On geht es um das weibliche Geschlecht, das mit Kreaturen aus der See verglichen wird, und das von dem lyrischen Ich gefischt und gefangen wird.

- Children of the Sun behandelt die Vergänglichkeit des Seins, als auch des Augenblicks, wie Lindemann in einem Interview erzählte.[5]

- Home Sweet Home behandelt das Thema Krebs und damit verbundene Nahtoderfahrungen. Der Titel des Songs und der Refrain implizieren das Jenseits als ein „trautes Heim“.

- Der Song Cowboy erzählt die Geschichte eines draufgängerischen Revolverhelden, der seine Fähigkeiten überwiegend dazu nutzt, Sex zu haben. Allerdings stellt sich am Ende des Songs heraus, dass das lyrische Ich kein Revolverheld war, sondern nun im Schaukelstuhl sitzt und ein künstliches Gebiss hat, und traurig darüber ist, kein richtiger Cowboy gewesen zu sein.

- Golden Shower behandelt die Thematik der Urophilie.

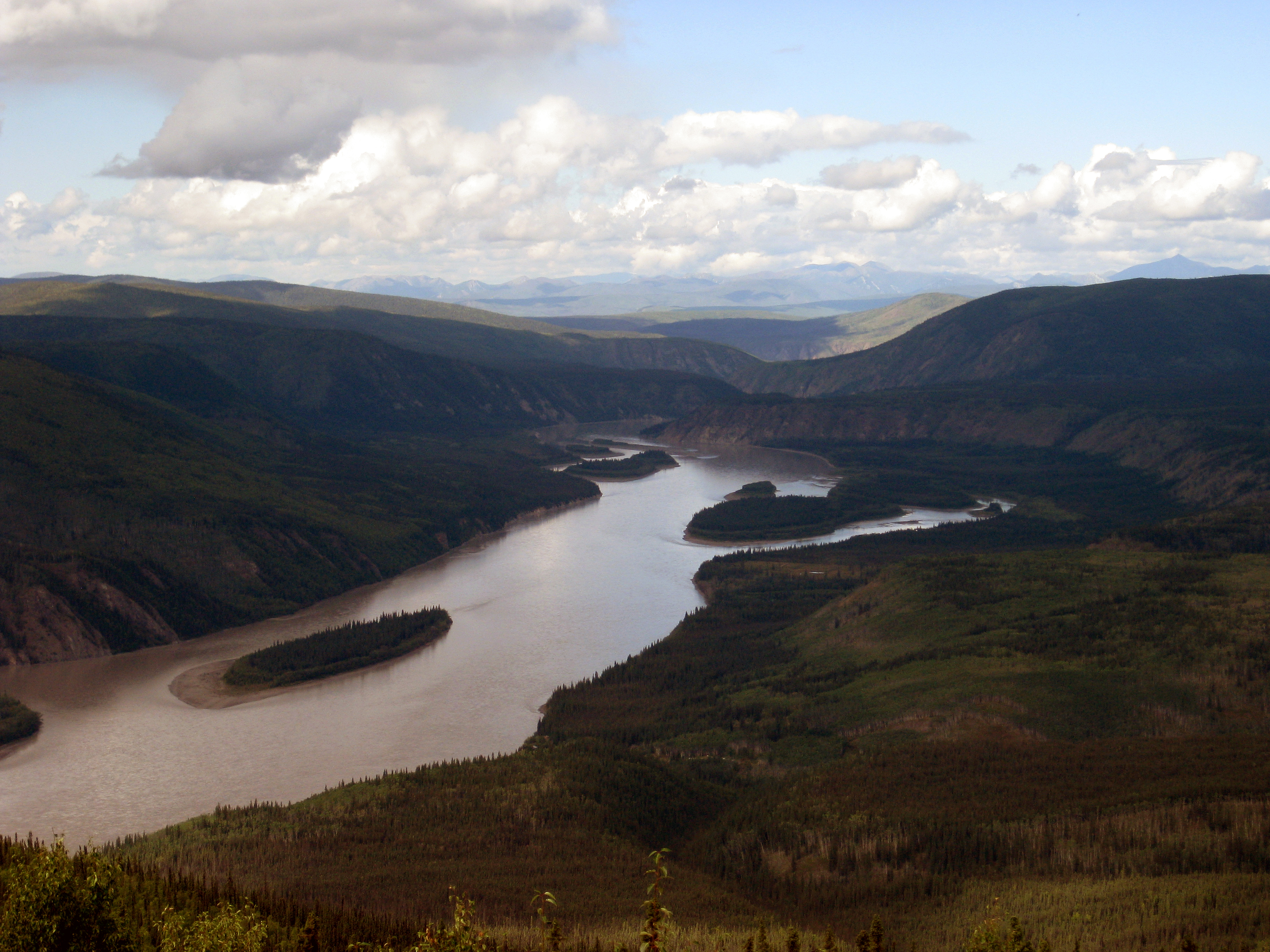
Der Yukon River in Dawson City

- Das Lied Yukon handelt vom Yukon River, einem Strom, der im kanadischen Territorium Yukon entspringt und überwiegend nach Westen fließend im US-Bundesstaat Alaska in das Beringmeer mündet. Lindemann besingt die damaligen Gefahren des Goldrausches. Lindemann erlebte den Yukon während eines längeren Urlaubs.[6]

- Praise Abort handelt aus der Sicht eines Vaters, der die Vorteile der Abtreibung besingt. Seine Beweggründe resultieren aus mangelnder Dankbarkeit seiner Kinder und fehlendem Luxus. Das Lied erschien als Single und sorgte auch wegen des Musikvideos für Aufruhr in den Medien.[7]

- Der Bonus-Track That’s My Heart besingt das Organ Herz. Im Gegensatz zu den restlichen Liedern des Albums beinhaltet dieser Song Streichinstrumente, ein Klavier sowie einen Kinderchor im Refrain.

## Chartplatzierungen und Auszeichnungen
Das Album stieg auf Platz 12 der iTunes-Charts ein und schaffte den Sprung auf Platz eins der deutschen Album-Charts. Für mehr als 100.000 verkaufte Exemplare erhielt das Album in Deutschland eine Goldene Schallplatte.

## Kritiken
„‘Skills in Pills’ wummert gewaltig, ohne dabei sonderlich gefährlich zu wirken. Das Duo hält sich mit breitbeinigem Riff-Geschrubbe, gesetzten Laut-Leise-Dynamiken und mittleren Tempi immer schön auf der Fahrbahnmitte.“

„Lindemann wollen die schnelle Nummer statt Liebe für alle – und genau das macht dieses Album so liebenswert. Dass sich mancher Hörer an der Aufbereitung vermeintlich ernster […] stört, mag Kalkül sein – oder schlicht ein Fingerzeig darauf, dass Kunst und Satire alles dürfen und sogar müssen. Vor allem aufrühren. Skills in Pills ist auf allen Ebenen gelungen.“

„Pillen für alles haben Lindemann zwar nicht im Angebot, einige wirkungsvolle Muntermacher und Beruhigungsmittel sind aber absolut dabei. Allerdings lebt ‘Skills In Pills’ vor allem von den Texten. Die musikalische Begleitung ist gut, aber eben Begleitung, die im Zweifel einfach durchrauscht. Zu selten erlaubt sich das Duo auch mal einen Ausreißer.“